# Petit office de la Sainte Vierge
 (mars 2025).
Si vous disposez d'ouvrages ou d'articles de référence ou si vous connaissez des sites web de qualité traitant du thème abordé ici, merci de compléter l'article en donnant les références utiles à sa vérifiabilité et en les liant à la section « Notes et références ».
Ne doit pas être confondu avec L'Office de la Sainte Vierge.

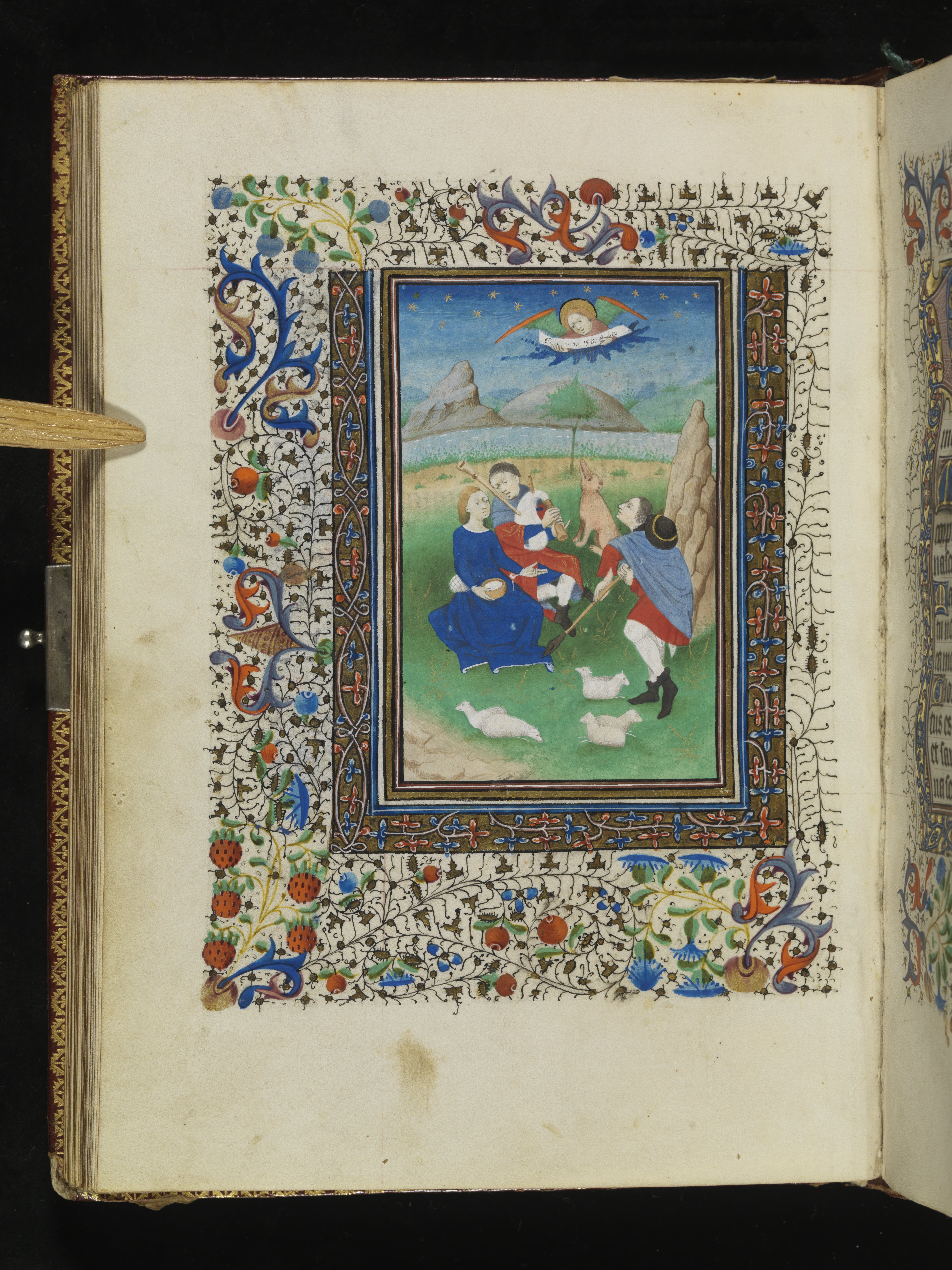
Un Officium parvum Beatæ Mariæ Virginis, fourni en France vers 1455, folio 137
- Manuscrit en ligne pour toutes les pages.

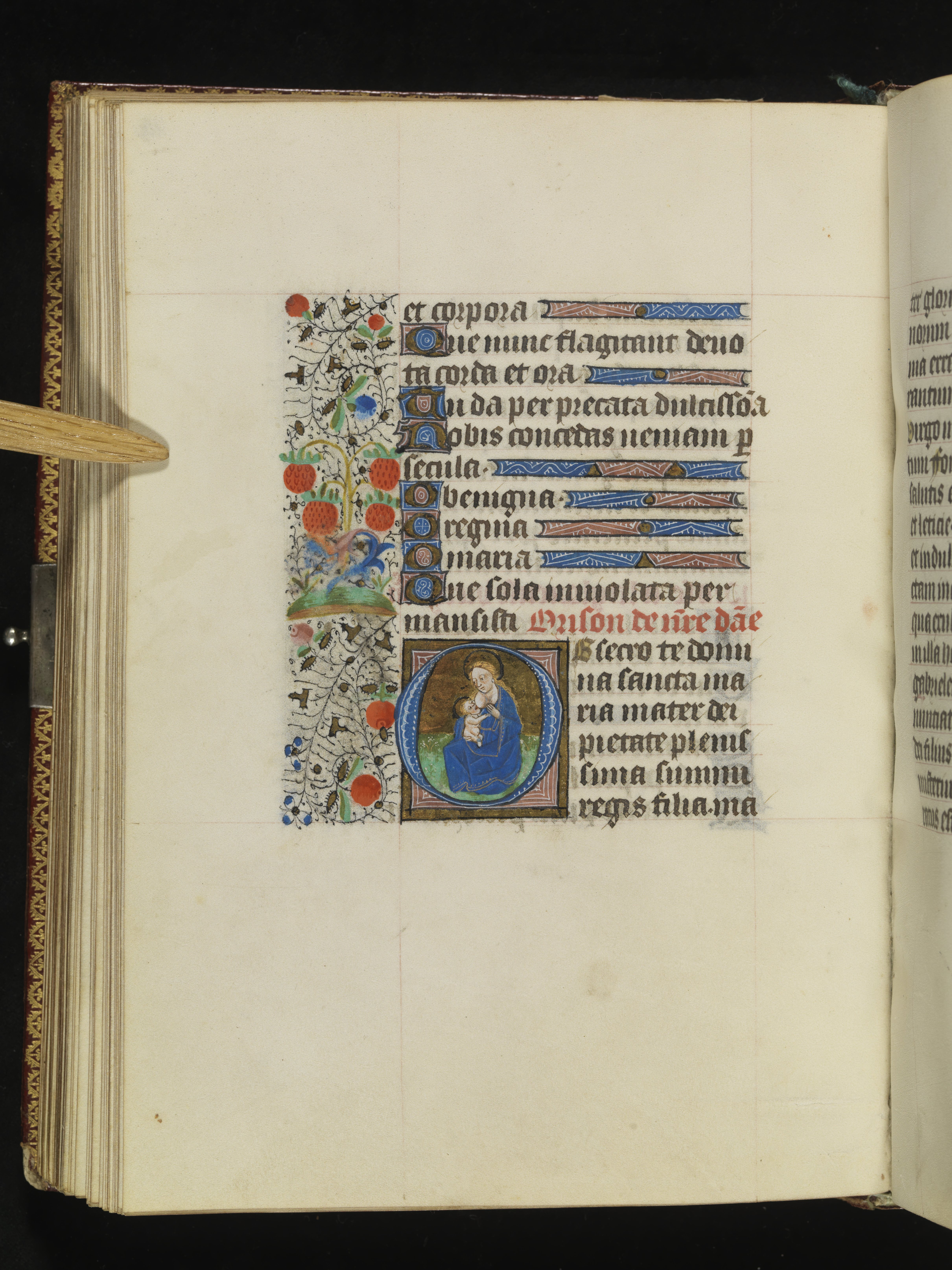
Même manuscrit, folio 225 (Bibliothèque nationale (Pologne)).

Le petit office de la Sainte Vierge est une pratique liturgique, dédiée à la Vierge Marie, continue et basée sur les heures canoniales. Elle est généralement priée en alternative à la liturgie des heures mais peut, plus rarement de nos jours, s'ajouter à la récitation de l'Office divin. Le petit office de la Sainte Vierge est l'une des formes les plus traditionnelles de la dévotion mariale.
D'usage courant, le petit office de la Sainte Vierge devient une pratique « vieillissante » dès la fin du concile Vatican II. De nos jours, le petit office de la Sainte Vierge ne fait plus partie des prières officielles de l'Eglise.
Le petit office de la Sainte Vierge comprend des éléments de l'office canonial célébré chaque jour au sein de l'Eglise, l'office se divise en heures.

## Histoire
Les origines de cet office peuvent être retracées à l'abbaye du Mont-Cassin au VIIIe siècle. Il aurait été commandé par le pape Zacharie, selon le cardinal Giovanni Bona, qui cita Pierre le Diacre au XIIe siècle. Saint Ildefonse et Jean Damascène possédaient déjà un office à la Bienheureuse Vierge Marie au VIIe siècle.
L'usage de cet office se répandit au XIe siècle grâce à la dévotion mariale de l'Église catholique romaine en Angleterre, qui avait été promue par Dunstan de Cantorbéry et Ethelwold de Lindisfarne. Pierre Damien rapporta qu'il était répandu en France et en Italie à cette époque et qu'il avait été introduit dans plusieurs monastères italiens. Il l'institua lui-même chez les camaldules. Les prémontrés et les chanoines réguliers retinrent l'usage du petit office en plus de l'office divin. L'influence des moines conduisit le clergé séculier à l'adopter. L'ordre de Cluny l'avait d'abord réservé aux moines malades.
Au XIVe siècle, la récitation de cet office était devenue presque universelle. Toutefois, le pape Pie V, dans sa réforme du bréviaire promulguée par la bulle Quod a nobis du 9 juillet 1568, en supprima l'obligation pour la récitation privée (tout en invitant les clercs à ne pas se frustrer à la suite de la soustraction à ce moyen particulier de sanctification). Pie V en maintint cependant l'obligation pour l'office de chœur dans les églises où l'usage existait de s'y livrer: aucune extinction de culte, ou seulement de cet office, quelle qu'en était la durée ne pouvait prescrire contre cette obligation.
Lors de la Réforme anglaise, l'office de la Vierge était récité par les laïcs dévôts puis par les catholiques persécutés par le régime protestant. Son usage général a été maintenu dans le clergé jusqu'au XXe siècle par les dominicains, les tertiaires, les franciscains, les carmélites et les laïcs qui voulaient participer activement à la vie liturgique de l'Église.
Le pape Paul VI déclara qu'il était souhaitable que l'office divin soit récité en lieu des autres offices. Pour cette raison, l'office de la Vierge, l'office du Saint-Sacrement et l'office du Sacré-Cœur ne sont plus souvent récités et sont surtout conservés à l'intérieur des communautés traditionalistes. Par ailleurs, la récitation quotidienne du petit office, demandée pour le « Privilège Sabbatin » lié au scapulaire, peut être remplacé par la récitation quotidienne du chapelet (sur autorisation de n'importe quel confesseur) ; ce remplacement est devenu une règle assez générale.
Cependant, en 1988, Catholic Book Publishing édita une version réformée post-Vatican II, officiellement approuvée par la Congrégation pour le culte divin et le Comité liturgique des évêques des États-Unis. L’éditeur expliqua, dans son introduction, que la publication de cette version mettait en avant le rôle de Marie dans la vie de l'Église et s'inscrivait dans l'esprit de l'année mariale décrétée par Jean-Paul II et dans celui de son encyclique alors récemment publiée, Redemptoris Mater.

## Dispositions liturgiques
Bien que l'office puisse être dit en langue vulgaire, au chœur, il doit toujours être chanté en latin.
Il y a certains jours pendant lesquels le petit office est suspendu s'il ne relève pas de la dévotion privée :
- les jours à un office à neuf leçons ;
- les samedis où l'Office de la vierge in Sabbato est obligatoire ;
- les jours mémoires et vigiles dédiées à la Vierge ;
- pendant Noël et sa veille (très exactement, le petit office est interrompu à partir de Matines de cette veille) ;
- pendant la Semaine sainte ;
- pendant l'octave de Pâques et celle de Pentecôte.

## Structure de l'Office
C'est la même que l'office divin :
- Matines ;
- Laudes ;
- Prime ;
- Tierce ;
- Sexte ;
- None ;
- Vêpres ;
- Complies.

## Structure d'un office
- Aperi, Domine, os meum ad benedicéndum nomen sanctum tuum (« Ouvrez mes lèvres, Seigneur, afin qu’elles bénissent votre saint nom ») : Cette ouverture, priée à genoux et à voix basse, est une invocation tirée du Psaume 70, conclue par un signe de croix.
- Ave Maria.
- L'invocation se poursuit alors, à voix haute, par le verset 17 du Psaume 51 et par la première moitié du verset 3 du Psaume 70 : Domine, labia mea aperies / et os meum annuntiabit laudem tuam.(Seigneur, vous ouvrirez mes lèvres, et ma bouche publiera votre louange)
- Gloria Patri, suivi de l'acclamation Alléluia, remplacée entre la Septuagésime et le Vendredi saint par le trait : Laus tibi, Domine, Rex aeternae gloriae (« Louange à vous, Seigneur, Roi de la gloire éternelle »).

L'office s'harmonise avec l'année liturgique, avec les fêtes et le temporal :
1. Office de l’Avent ;
2. Office de Noël ;
3. Office du Carême ;
4. Office de la Passion ;
5. Office du temps pascal ;
6. Office du temps après la Pentecôte.

## Composition moderne
Dimanche :
- Prime : psaume 51, trisagion, prière de l'ange de Fatima, Sophrone de Jérusalem, psaume 118, Daniel 3, psaume 150, Siracide 24, Athanase d'Alexandrie, Aelred de Rievaulx, Alphonse de Liguori, cantique de Zacharie
- Vêpres : psaume 134, Germain de Constantinople, psaume 110, psaume 112, première épître de Pierre, livre de l'Apocalypse, Sophrone de Jérusalem, prière de l'ange de Fatima, saint Alphonse, magnificat.

Lundi :
- Prime : tropaire byzantin, psaume 51, trisagion, prière de Fatima, Louis de Léon, psaume 90, Isaïe 42, psaume 146, proverbes 8, saint Anselme, introït, cantique de Zacharie,
- Vêpres : Prokimen, Salve Regina, psaume 136, épître aux Éphésiens 1 et 5, Cyrille d'Alexandrie, prière de Fatima, saint Alphonse, magnificat

Mardi :
- Prime : Gloire au Père, Kondakion, psaume 51, trisagion, prière de Fatima, Cyrille d'Alexandrie, psaume 101, Daniel 3, psaume 135, Siracide 24, Léon le Grand, cantique de Zacharie
- Vêpres : Gloire au Père, psaume 137, psaume 138, livre de l'Apocalypse, évangile selon Jean, Augustin d'Hippone, prière de Fatima, saint Alphonse, magnificat, Louis de Montfort

Mercredi :
- Prime : Gloire au Père, Prokimenon, psaume 51, trisagion, prière de Fatima, Eugenio Cantera, psaume 108, Isaïe 61, psaume 144, livre de Joël, cantique des cantiques, Redemptoris Mater, introït, cantique de Zacharie, Gloire au Père
- Vêpres : Gloire au Père, Prokimenon, Thomas de Villeneuve, saint Éphrem, psaume 139, épître aux Colosses, Bède le Vénérable, prière de Fatima, saint Alphonse

Jeudi :
- Prime : psaume 51, trisagion, prière de Fatima, psaume 143, Jeann-Joseph du Vieux-Chatel, Isaïe 66, psaume 147, cantique des cantiques, Thomas de Villeneuve, introït, cantique de Zacharie
- Vêpres : Prokimen, Jean Chrysostome, psaume 144, révélations, première épître de Jean, Jean Chrysostome, prière de Fatima, saint Alphonse, magnificat, Louis de Montfort,

Vendredi :
- Prime : Kondakion, psaume 51, Trisagion, prière de Fatima, Bartolome de Los Rios, Tobie 13, psaume 147, épître aux Colossiens 1, Livre des Proverbes 8;9, Laurent Justinien, introït, cantique de Zacharie
- Vêpres : Prokimen, Odes de Salomon, psaume 145, livre de l'Apocalypse, deuxième épître à Timothée, deuxième épître de Jean, saint Bernard, prière de Fatima, saint Alphonse, magnificat

Samedi :
- Prime : Kondakion, psaume 51, trisagion, prière de Fatima, Pierre Raphaël, psaume 92, livre d'Ézéchiel, psaume 8, livre d'Isaïe, livre de l'Apocalypse, livre de Judith, Paschase Radbert, introït, cantique de Zacharie
- Vêpres : Prokimen, Germain de Constantinople, psaume 122, psaume 130, épître aux Philippiens, épître aux Romains, Germain de Constantinople, Pie XII, prière de Fatima, saint Alphonse, magnificat, Louis de Montfort